# Hanjar Ödäýew
Hanjar Ödäýew, ros. Ханджар Одеев (ur. 27 stycznia 1972 w Moskwie) – turkmeński szachista, arcymistrz od 2004 roku.

## Kariera szachowa
Do ścisłej czołówki turkmeńskich szachistów należy od rozpadu Związku Radzieckiego. Pomiędzy 1994 a 2010 r. siedmiokrotnie reprezentował narodowe barwy na szachowych olimpiadach, natomiast w 2003 r. wystąpił w drużynowych mistrzostwach Azji.
Wszystkie trzy normy na tytuł arcymistrza wypełnił na turniejach w Moskwie, w latach 1998 oraz 2003 (dwukrotnie – w obu przypadkach samodzielnie zwyciężając). W 1999 r. podzielił II m. (za Wasilijem Jemielinem, wspólnie z m.in. Ianem Rogersem, Eduardasem Rozentalisem i Giorgim Giorgadze) w otwartym turnieju Wichern Open w Hamburgu. W 2003 r. zdobył srebrny medal indywidualnych mistrzostw Turkmenistanu, natomiast w 2004 r., zwyciężył w kołowym turnieju w Balkanabacie. W 2009 r. podzielił I-II m. w mistrzostwach Turkmenistanu, natomiast w 2010 r. podzielił III m. (za Tamazem Gelaszwilim i Iwerim Czigladze, wspólnie z m.in. Giorgim Bagaturowem i Nino Churcidze) w Hatayu.
Najwyższy ranking w karierze osiągnął 1 października 2004 r., z wynikiem 2502 punktów zajmował wówczas 1. miejsce wśród turkmeńskich szachistów.